# Парламентские выборы в Гватемале (1955)
Парламентские выборы в Гватемале проходили с 18 декабря 1955 года. На них переизбиралась половина Конгресса. Победу вновь одержала Движение национального освобождения, получившая 58 из 66 мест парламента.

## Результаты
| Партия                                     | Голоса | % | Места |
| ------------------------------------------ | ------ | - | ----- |
| Движение национального освобождения        |        |   | 58    |
| Гватемальская христианская демократия      |        |   | 5     |
| Антикоммунистическая унификационная партия |        |   | 3     |
| Недействительных/пустых бюллетеней         |        |   | -     |
| Всего                                      |        |   | 66    |